# ロシア教育・科学省
ロシア連邦教育・科学省（ロシアれんぽうきょういく・かがくしょう、ロシア語：Министерство образования и науки Российской Федерации）は、かつて存在したロシア連邦の中央官庁のひとつ。教育行政、科学技術及び技術革新に関する政策分野、ならびにロシアにおける全国・連邦レベルでの科学・先端技術の開発、科学分野における公的な調査研究、知的財産に関するセンター的役割、青少年教育、ケア、保護、学生の社会的保護、問題など青少年問題に関する分野なども担当していた。
2018年5月15日にロシア教育省とロシア科学・高等教育省に分割された。新内閣で教育分野と科学分野を担当する副首相はタチアナ・ゴリコワ、教育相はオリガ・ワシリエワ、科学・高等教育相はミハイル・コチュコフ。